# Riken
Riken (理研 Riken?) este un institut de  cercetări științifice din Japonia. A fost fondat în 1917, în prezent având aproximativ 3000 de cercetători în 7 campusuri, cel mai mare fiind  Wako, lângă Tokyo. Institutul este o unitate administrativă independentă; numele oficial este Institutul de cercetări fizice și chimice (în japoneză 理化学研究所 Rikagaku Kenkyusho, în engleză The Institute of Physical and Chemical Research).
Riken are ca domenii de cercetare  chimia,  fizica,  biologia,  medicina,  ingineria și  informatica, mergând de la cercetare fundamentală până la aplicații practice. Este finanțat de guvernul japonez, bugetul anului fiscal 2009 fiind de aproximativ 105 miliarde  yeni.
În anul fiscal 2009 a avut 3.270 de angajați.